# Wikipedia arabskojęzyczna

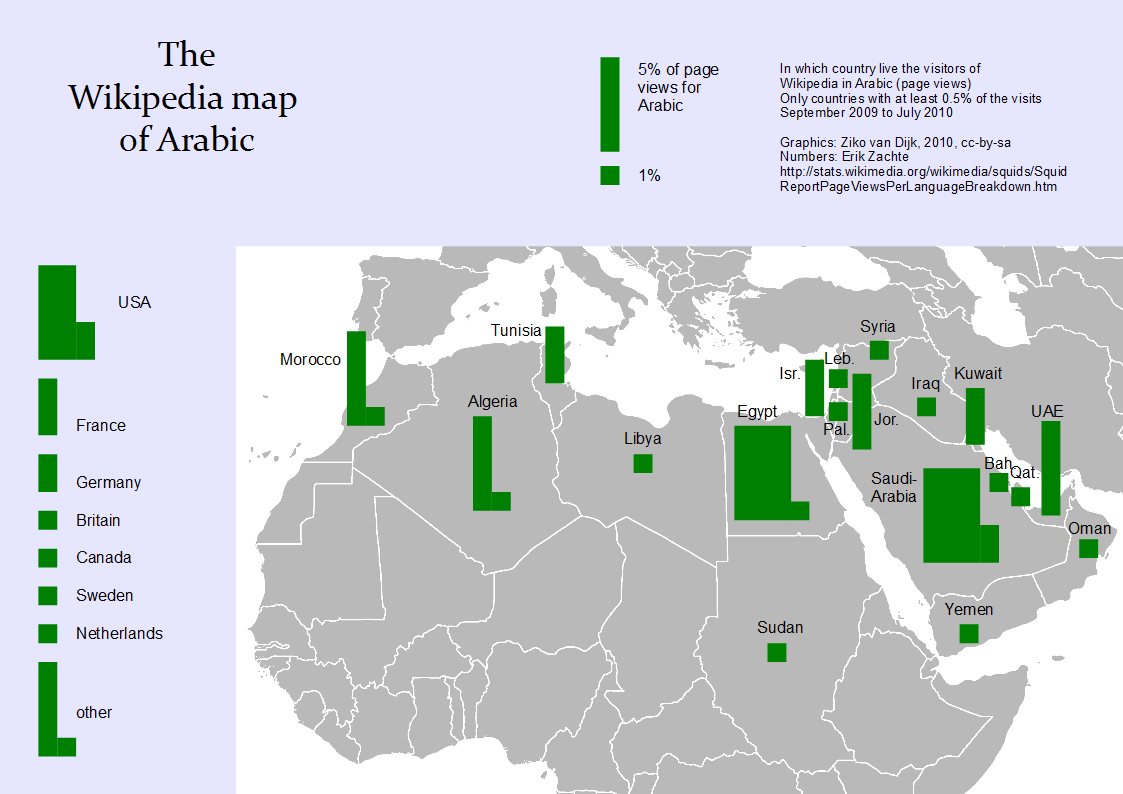
Mapa pokazująca podział oglądalności stron na arabskiej Wikipedii

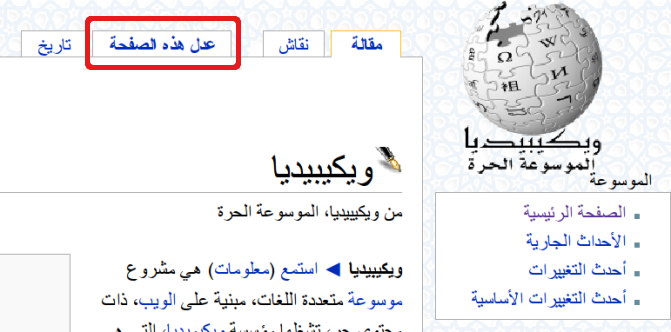
Przycisk "Edytuj" na zrzucie ekranu encyklopedii (zdjęcie z 2008)

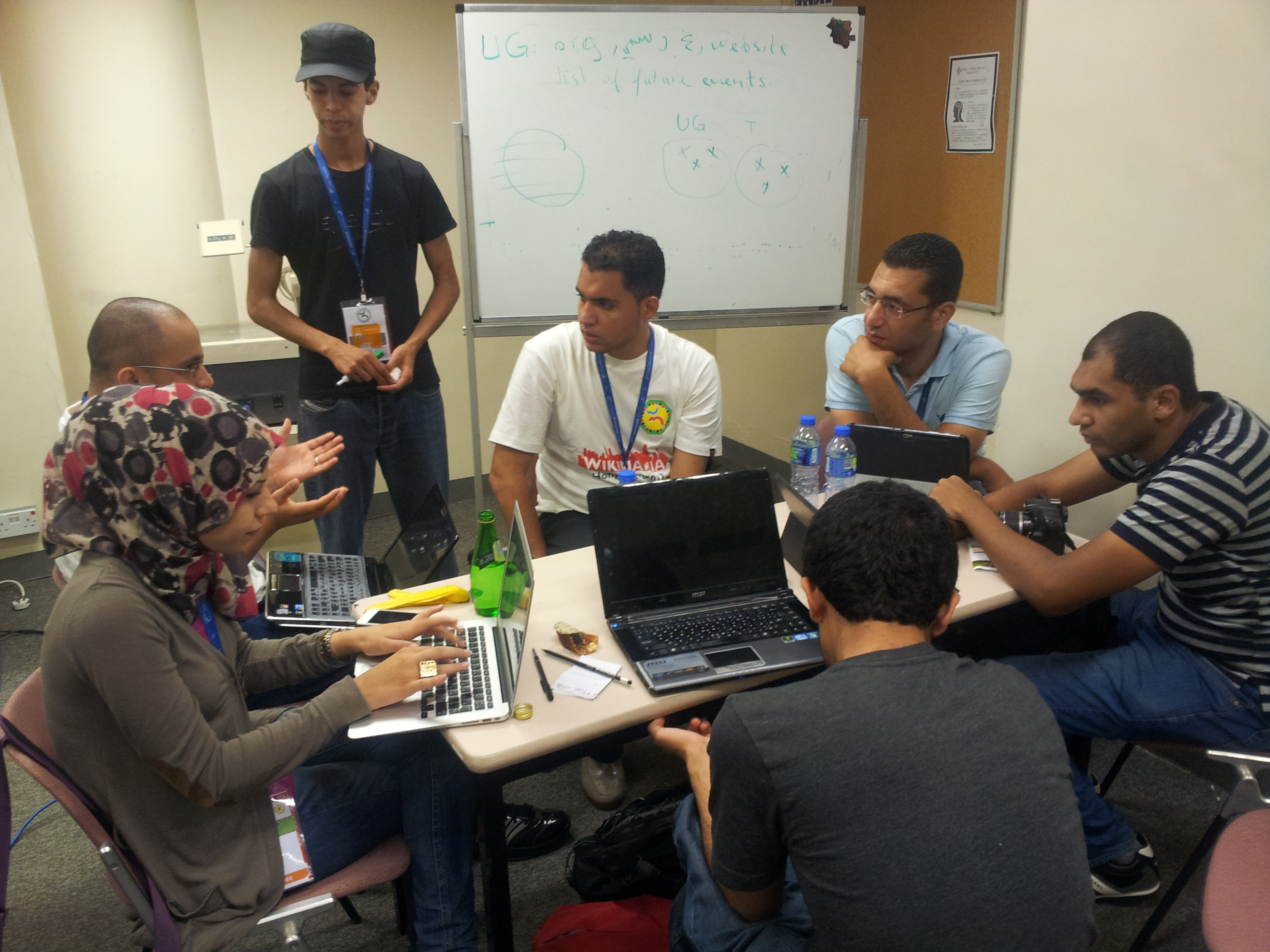
Arabscy Wikipedyści na konferencji Wikimania w Hongkongu

Wikipedia arabskojęzyczna (ar. ويكيبيديا العربية; Wikibidija al-Arabijja) – arabskojęzyczna wersja Wikipedii. 9 marca 2013 roku miała 217 616 artykułów i 604916 użytkowników, z czego aktywnych było 2864. Wystartowała 9 lipca 2003 roku. Jest pierwszą encyklopedią w języku semickim, która przekroczyła 100 tys. artykułów z dniem 25 maja 2009, przekroczyła również 1 mln artykułów w dniu 17 listopada 2019.

## Artykuły milowe
- 10 000 – نكاف (pl. Nagminne zapalenie przyusznic) napisane 25 grudnia 2005 roku;
- 50 000 – جامعة تكساس مدرسة الطب في هيوستن (pl. Oddział Medyczny Uniwersytetu Teksańskiego) napisane 31 grudnia 2007 roku;
- 75 000 – ترتيب الصحارى من حيث المساحة (pl. Lista pustyń według powierzchni) napisane 30 sierpnia 2008 roku;
- 100 000 – المعهد العالي للفنون والحرف بقابس (pl. Wyższa Szkoła Sztuki i Rzemiosł w Gabès) napisane 25 maja 2009 roku.